# Chaetopodella rectangularis
Chaetopodella rectangularis är en tvåvingeart som först beskrevs av Malloch 1914.  Chaetopodella rectangularis ingår i släktet Chaetopodella och familjen hoppflugor.
Artens utbredningsområde är Costa Rica. Inga underarter finns listade i Catalogue of Life.